# Broebelaer
Broebelaer e un pârâu din Etterbeek, Belgia, ce face parte din bazinul fluviului Escaut, afluent al râului Maelbeek. Broebelaer izvorăște în Grădina Félix Hap, și se varsă în Maelbeek. 

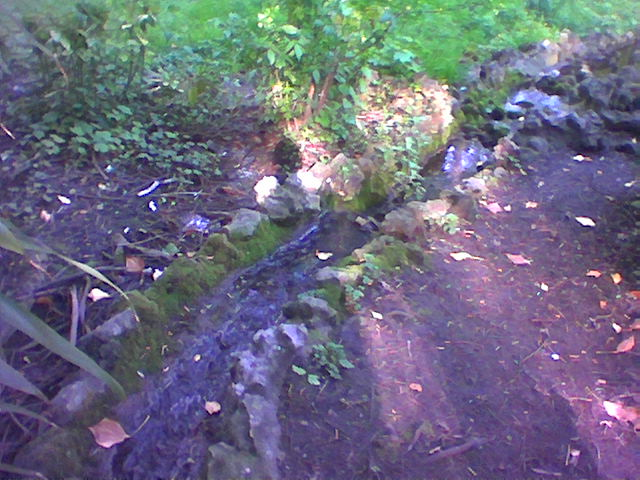
Izvorul Broebelaerului.

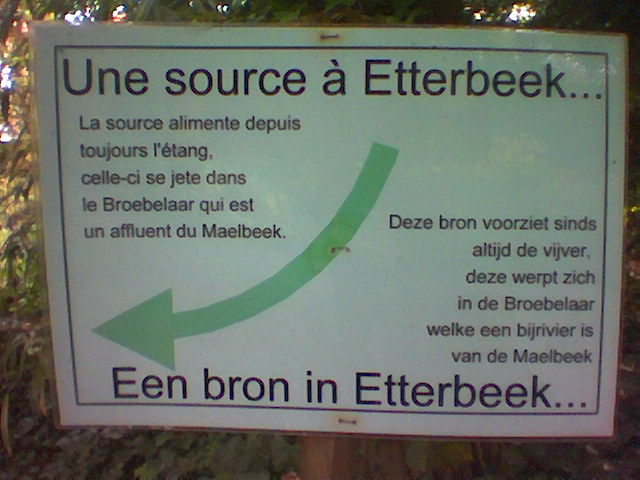
Locul unde izvorăşte.